# 斯韋特洛格勒
45°20′07″N 42°51′17″E / 45.33528°N 42.85472°E
斯韋特洛格勒（俄语：Светлогра́д）是俄羅斯斯塔夫羅波爾邊疆區中北部的一個城市，位於區府斯塔夫羅波爾東北85公里卡勞斯河畔。2002年人口39,370人。
1750年建立。1965年建市並改現名。